# Svartvit näshornsfågel
Svartvit näshornsfågel (Bycanistes subcylindricus) är en fågel i familjen näshornsfåglar inom ordningen härfåglar och näshornsfåglar.

## Utseende och läte
Svartvit näshornsfågel är en stor och praktful näshornsfågel i just svart och vitt. Hanen har en stor svartvit näbb, honan en mycket mindre helmörk. I flykten uppvisar den en bred vit fläck på vingens backsida och en svart stjärt med vita sidor. Arten liknar både brunkindad näshornsfågel och vitbyxad näshornsfågel, men urskiljs på svarta vingspetsar, svart stjärtmitt och mörkare näbb. Lätena är ljudliga, med trumpetande och gläfsande toner som ofta avges i en snabb serie.

## Utbredning och systematik
Svartvit näshornsfågel delas upp i två underarter med följande utbredning:
- Bycanistes subcylindricus subcylindricus – förekommer från Elfenbenskusten till Nigeria (väster om Nigerfloden)
- Bycanistes subcylindricus subquadratus – från Nigeria (öster om Nigerfloden till västra Kenya, Burundi och Angola

## Levnadssätt
Svartvit näshornsfågel hittas i tät skog och intilliggande områden med lummigt skogslandskap och jordbruksbygd. Vanligen ses den i par eller smågrupper.

## Status
Arten har ett stort utbredningsområde och internationella naturvårdsunionen IUCN kategoriserar arten som livskraftig. Beståndsutvecklingen är dock oklar.